# Пасинджър
Майкъл Дейвид Роузенбърг (на английски: Michael David Rosenberg), по-известен със сценичното си име Пасинджър (на английски: Passenger), е английски музикант, певец и текстописец. Роузенбърг основава групата „Passenger“, но след дебютния им албум започва солова кариера, приемайки името за свое сценично име. Най-известният му хит е песента „Let Her Go“ от 2012 г.

## Биография
Роден е на 17 май 1984 г. в Брайтън, Англия в семейство на англичанка и американец. Започва да взема уроци по класическа китара и в ранните си тийнейджърски години пише свои собствени песни. Напуска училище на 16-годишна възраст, за да преследва музикална кариера, и прекарва няколко години, обикаляйки Англия и Австралия като уличен музикант.

### Музикална кариера
След срещата му с мултиинструменталиста и продуцент Андрю Филипс през 2002 г., сформират „Passenger“, включвайки басиста Маркъс О'Дейр, барабаниста Алън Коен и Ричард Бринклоу на клавишни. През 2007 г. издават своя пълнометражен дебютен албум „Wicked Man's Rest“ и сингъла "Walk You Home". През 2009 г., след като Филипс напуска групата, Розенберг издава (като Пасинджър) своя втори албум – „Wide Eyes Blind Love“. След разпадането на групата „Passenger“ записва още няколко албума, преди да пробие със сингъла „Let Her Go“ от албума си „All the Little Lights“ от 2012 г. Песента оглавява класациите в няколко страни, достигайки до номер едно в класацията Billboard Adult Top 40. Песента му печели номинация за Brit Award за британски сингъл на годината, както и наградата Ivor Novello за най-изпълнявана творба. Оттогава той присъства постоянно в много класации, издавайки поредица от лирични албуми, като „Whispers“ от 2014 г., „Young as the Morning Old as the Sea“ от 2016 г., „Runaway“ от 2018 г. и „Birds That Flew and Ships That Sailed“ от 2022 г.